# فرانز زافير شوارز
فرانز زافير شوارز (27 نوفمبر 1875 – 2 ديسمبر 1947) موظفًا وسياسيًا ألمانيًا في ألمانيا الألمانية النازية. شغل منصب Reichsschatzmeister (أمين الصندوق الوطني) للحزب النازي (NSDAP) خلال معظم فترة وجود الحزب.

## حياة ته

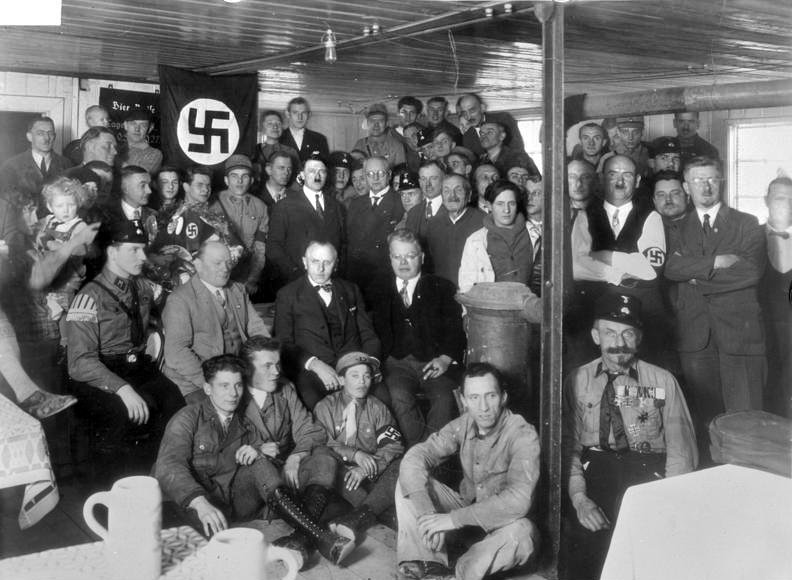
صورة الأرشيف الفيدرالي رقم 119-0289، ميونيخ، هتلر أثناء افتتاح "البيت البني"

ولد شوارز في غونزبرغ، وهو السابع من بين ثمانية أطفال ولدوا لخباز وزوجته. تلقى تعليمه حتى مستوى المدرسة الثانوية في مدرسة التدريب المهني Günzburger. تزوج شوارز من بيرتا برير في 26 أغسطس 1899. من عام 1900 إلى عام 1924، باستثناء سنوات الحرب من 1914 إلى 1918، عمل «كمسؤول إداري» في حكومة مدينة ميونيخ.  خلال الحرب العالمية الأولى، عمل شوارز كملازم ثان في الجيش الألماني.  بسبب مشاكل في المعدة أصابته طوال حياته (كان يعتبر معاقًا بنسبة 30 بالمائة في تلك الحرب)، تم إعفاؤه من الخدمة الميدانية بدءًا من عام 1916.

## الاشتراكية الوطنية
انضم شوارتز إلى الحزب النازي في عام 1922.  شارك شوارتز في انقلاب بير هول الفاشلة في نوفمبر 1923. مع إعادة تأسيس الحزب النازي في ألمانيا في 27 فبراير 1925، أصبح شوارز عضو الحزب رقم ستة.  ترك وظيفته كمحاسب في مجلس مدينة ميونيخ ليصبح أمين الخزانة المتفرغ للحزب النازي في 21 مارس 1925.  أعاد بناء الوظائف المالية والإدارية للحزب. كان شوارز هو الذي جمع الأموال لنشر كتاب هتلر، مين كامبف.  في أبريل - مايو 1930، تفاوض شوارز حول شراء مقر الحزب، براون هاوس في 45 Brienner Straße في ميونيخ. 
من 16 سبتمبر 1931 فصاعدًا، سيطر شوارز على جميع الأمور المالية للحزب النازي.  انتخب في الرايخستاغ في عام 1933، ممثلاً عن الدائرة الانتخابية لفرانكونيا واستمر حتى نهاية الحرب العالمية الثانية. كما تم تسميته الرايخ سليتر، الذي كان ثاني أعلى رتبة سياسية للحزب النازي.  حضر هتلر الاحتفال بعيد ميلاد شوارز الستين في 27 نوفمبر 1935.  وصية هتلر، المؤرخة في 2 مايو 1938 (التي تركت ثروته بالكامل للحزب) تضمنت النص الذي سيتم فتحه بحضور شوارز.
بالإضافة إلى خزينة الحزب (المستندة إلى حد كبير إلى رسوم العضوية)، كان شوارز مسؤولًا عن التخصيص المركزي لأرقام عضوية الحزب النازي الفريدة. عندما مات الأعضاء أو توقفوا عن دفع المستحقات، لم يتم تحرير الأرقام القديمة للأعضاء الجدد. إذا حصل الأعضاء القدامى على مستحقاتهم لاحقًا، فسيتم تعيين رقم جديد للحزب. ضم الحزب النازي 8.5 مليون عضو في سجلاته بحلول عام 1945.  اعتبر شوارز كمدير قادر استطاع عمومًا الابتعاد عن السياسة الحزبية. 

## روابط خارجية
- فرانز زافير شوارز على موقع مونزينجر (الألمانية)